# Painting It Red
Painting It Red è il settimo album in studio del gruppo musicale britannico The Beautiful South, pubblicato nel 2000.

## Tracce
Versione UK/Canada/Giappone
1. Who's Gonna Tell? – 2:37
2. Closer Than Most – 3:07
3. Just Checkin' – 3:38
4. Hit Parade – 3:45
5. Masculine Eclipse – 3:55
6. 'Til You Can't Tuck It In – 3:30
7. If We Crawl – 4:14
8. Tupperware Queen – 3:34
9. Half-Hearted Get (Is Second Best) – 4:24
10. White Teeth – 3:04
11. The River – 5:23
12. Baby Please Go – 2:46
13. You Can Call Me Leisure – 4:31
14. Final Spark – 5:03
15. 10,000 Feet – 3:01
16. Hot on the Heels of Heartbreak – 4:00
17. The Mediterranean – 4:02
18. A Little Piece of Advice – 3:55
19. Property Quiz – 3:50
20. Chicken Wings – 4:29

Versione USA
1. Closer Than Most
2. Just Checkin'
3. Hit Parade
4. Masculine Eclipse
5. 'Til You Can't Tuck It In
6. If We Crawl
7. Tupperware Queen
8. Half-Hearted Get (Is Second Best)
9. The River
10. Baby Please Go
11. You Can Call Me Leisure
12. Final Spark
13. 10,000 Feet
14. Hot on the Heels of Heartbreak
15. The Mediterranean
16. A Little Piece of Advice
17. Property Quiz

## Formazione
- Paul Heaton – voce
- Dave Hemingway – voce
- Jacqui Abbott – voce
- Dave Rotheray – chitarra
- Sean Welch – basso
- Dave Stead – batteria